# Anaea zelica
Anaea zelica är en fjärilsart som beskrevs av Osbert Salvin 1869. Anaea zelica ingår i släktet Anaea och familjen praktfjärilar. Inga underarter finns listade i Catalogue of Life.